# Anglesey (Staffordshire)
Pour les articles homonymes, voir Anglesey (homonymie).
Anglesey est un village et une paroisse civile du Staffordshire, en Angleterre.